# Do-Re-Mi
Pour l’article homonyme, voir Do Re Mi (comédie musicale).

Do-Re-Mi est une chanson de la comédie musicale La Mélodie du bonheur de Richard Rodgers et Oscar Hammerstein II créée en 1959.
Maria, jeune gouvernante de la famille Von Trapp, improvise cette chanson pour enseigner les notes de musique du mode majeur aux enfants qui apprennent à chanter pour la première fois. Chaque syllabe du système de solfège apparaît dans les paroles de la chanson. Rodgers a été aidé dans sa création par l'arrangeur Trude Rittmann (en) qui a conçu la séquence vocale de la chanson.
Elle a également été reprise par les acteurs Miranda Otto, Tati Gabrielle, Abigail Cowen et Gavin Leatherwood dans un épisode de la série télévisée Les Nouvelles Aventures de Sabrina.

Les paroles de la version française sont les suivantes :
Do, le do il a bon dos 

Ré, rayon de soleil d'or 

Mi, c'est la moitié d'un tout 

Fa, c'est facile à chanter 

Sol, l'endroit où nous marchons 

La, l'endroit où nous allons 

Si, c'est siffler comme un merle 

Et nous revenons à Do 

Do, le do...